# Catholic Herald

Catholic Herald, engleski je katolički mjesečnik iz Londona, utemeljen 1888. Izlazi u nakladi od oko 22 000 primjeraka, u Ujedinjenom Kraljevstvu, Irskoj i Sjedinjenim Američkim Državama.
Časopis je u vlasništvu držao i škotske katoličke novine Scottish Catholic Observer, koje su izlazile od 1885. do 2020. godine.
Do prosinca 2014. nosio je naziv The Catholic Herald, nakon čega je izbačen određeni član iz imena.
Tiskano tjedno američko i mjesečno englesko izdanje spojeni su u travnju 2020. u međunarodno izdanje.